# Sinopoda koreana
Sinopoda koreana är en spindelart som först beskrevs av Paik 1968.  Sinopoda koreana ingår i släktet Sinopoda och familjen jättekrabbspindlar. Inga underarter finns listade i Catalogue of Life.